# Серповая улица (Киев)
Се́рповая у́лица (укр. Се́рпова ву́лиця) — улица в Святошинском районе города Киева, местности Академгородок, Святошино. Пролегает от Сельской улицы до улицы Академика Доброхотова.
Прилегают улицы Ирпенская и Николая Краснова.

## История
Возникла в середине XX века под названием Новая. Современное название — с 1955 года.

## Изображения

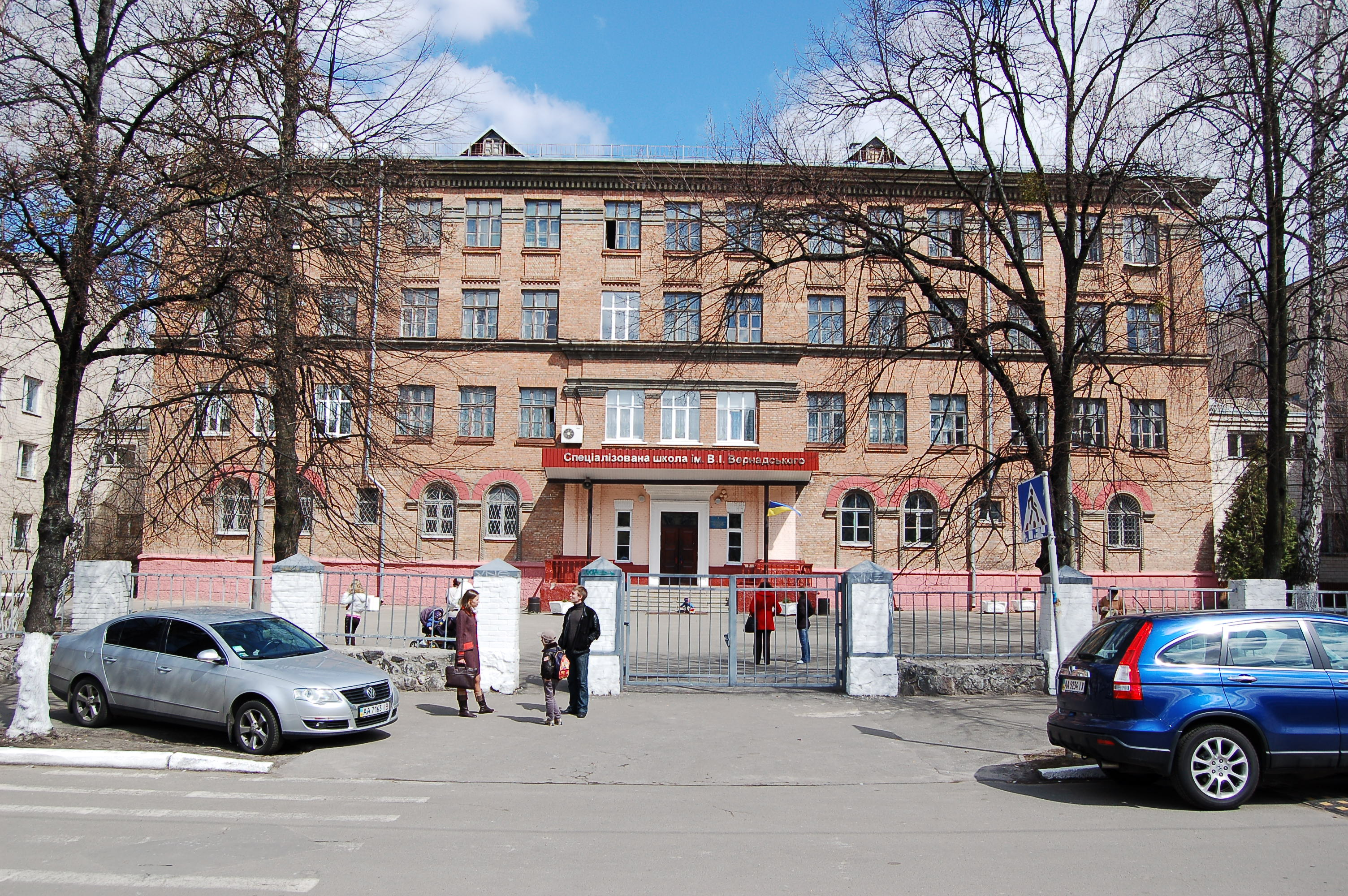
Школа № 185 им. Вернадского на Серповой улице
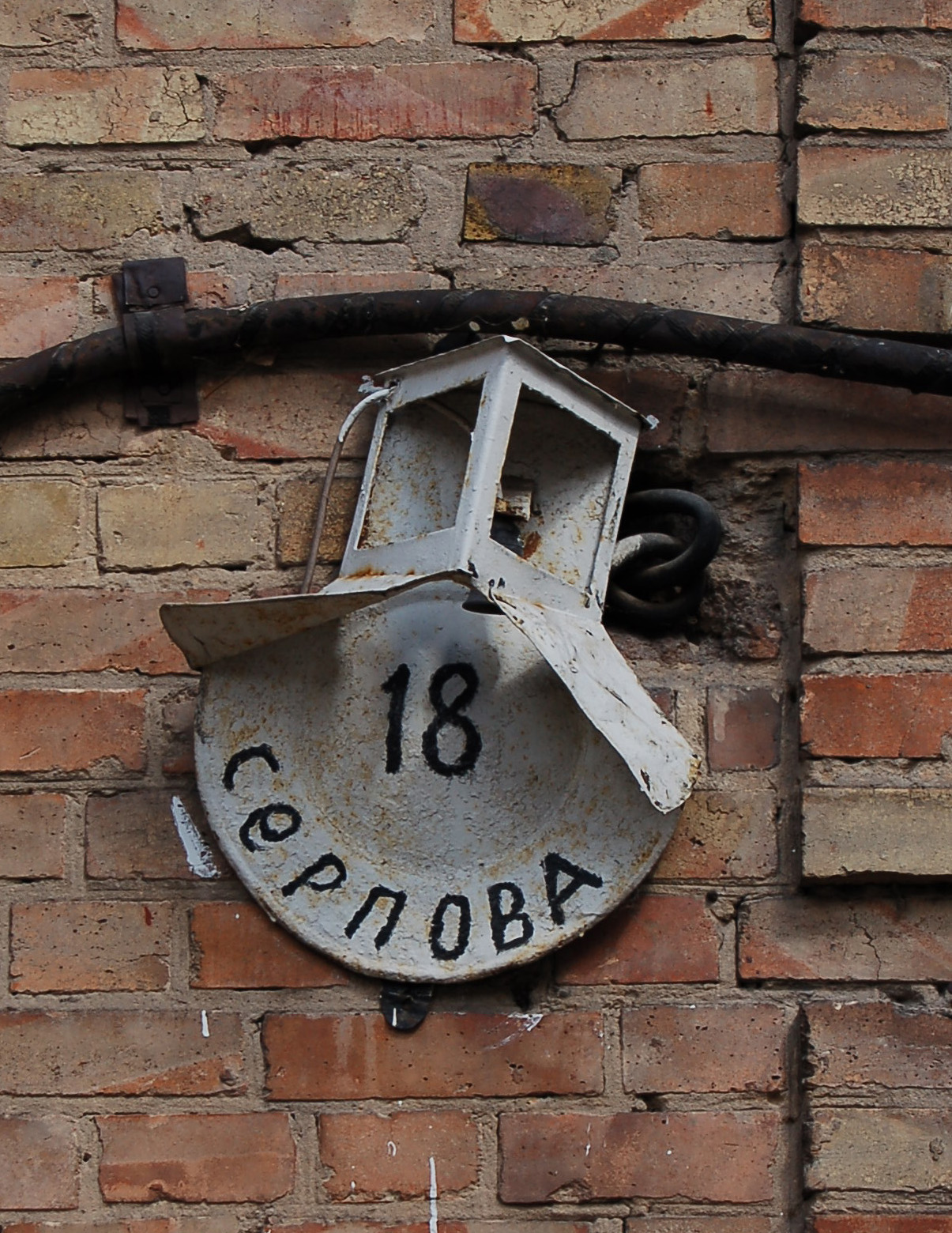
Старинная адресная табличка